# Eldrine
Eldrine är en georgisk rockgrupp bestående av Sopio Torosjelidze, Micheil Tjelidze (Miken), Irakli Bibliasjvili (Bibu), David Tjangosjvili (Chango) och Beso Tsichelasjvili (Dj BE$$).

## Karriär
Bandet har givit konserter i bland annat Tbilisi och Jerevan. I februari 2011 deltog Eldrine i den georgiska nationella uttagningen till Eurovision Song Contest 2011 med låten "One More Day". Den 19 februari vann de den nationella finalen, och de kom därmed att representera Georgien vid Eurovision Song Contest 2011 i Düsseldorf, Tyskland.
Den 28 februari 2011 meddelade Georgiens Eurovision-delegation att sångerskan Tamar Vadatjkoria blivit ersatt. Hon ersattes av den välkända georgiska sångerskan Sopio Torosjelidze, som bland annat var en av Sofia Nizjaradzes bakgrundssångare år 2010. Anledningen till att Vadatjkoria sparkades från bandet var att hon vägrat gå med på ett kontrakt, som bland annat omöjliggjorde det för henne att ha en solokarriär vid sidan om sin sångarroll i bandet.
Eldrine tog sig vidare till finalen av Eurovision 2011 från semifinal ett, den 10 maj 2011, i vilken de slutade sexa med 74 poäng, av de tio deltagare som tog sig till final. I finalen fick Eldrine 110 poäng, vilket räckte till en 9:e plats och ett tangerat bästa resultat för Georgien i tävlingen.

## Diskografi

### Album
- 2011 - Fake Reality
- 2014 - Till The End

### Singlar
- 2010 – Haunting
- 2011 – One More Day
- 2015 - Addiction

### Fotnoter
1. ↑  Hondal, Victor (13 februari 2011). ”Georgia: 8 participants instead of 10 in the national final”. esctoday. Arkiverad från originalet den 16 februari 2011. https://web.archive.org/web/20110216132957/http://esctoday.com/news/read/16760. (engelska)
2. ↑  Vranis, Michalis (19 februari 2011). ”Live: Georgia selects for Dusseldorf”. esctoday. Arkiverad från originalet den 22 februari 2011. https://web.archive.org/web/20110222134815/http://www.esctoday.com/news/read/16813. (engelska)
3. ↑  Montebello, Edward (19 februari 2011). ”Georgia: Eldrine to Dusseldorf”. estoday. Arkiverad från originalet den 21 februari 2011. https://web.archive.org/web/20110221191754/http://www.esctoday.com/news/read/16814. (engelska)
4. ↑  ”Group “Eldrine” will represent Georgia at 2011 ESC”. eurovision-georgia. http://www.eurovision-georgia.ge/ReadMore.aspx?Location=463&LanguageID=2.[död länk] (engelska)
5. ↑  Hondal, Victor (28 februari 2011). ”Georgia: Tako Vadachkoria replaced as Eldrine frontwoman”. esctoday.com. Arkiverad från originalet den 2 mars 2011. https://web.archive.org/web/20110302124138/http://www.esctoday.com/news/read/16914. (engelska)
6. ↑  ”Important information”. eurovision-georgia.ge. 2 mars 2011. http://www.eurovision-georgia.ge/ReadMore.aspx?Location=485&LanguageID=2.[död länk] (engelska)
7. ↑  ”Eldrine - Participant Profile”. Europeiska radio- och TV-unionen. Arkiverad från originalet den 5 juni 2011. https://web.archive.org/web/20110605011313/http://www.eurovision.tv/page/history/year/participant-profile/?song=26053. (engelska)